# ホートン地表流
ホートン地表流（ホートンちひょうりゅう、英語: Horton overland flow）は、浸透能が降雨強度を下回ったときに、浸透できなかった水がより低い場所へ向けて地表面を流れていく地表流のことである。浸透余剰地表流（infiltration excess overland flow）ともよばれる。

## 発生条件
ホートン地表流は、植生に乏しい地域の斜面で発生することが多い。
温帯湿潤地域の森林流域でホートン地表流が発生する可能性はきわめて低いと考えられていたが、辻村ほか (2006)で、管理不十分の森林ではホートン地表流が発生することが指摘されている。

## 地形の形成
ホートン地表流は斜面を侵食していくが、斜面の下部や凹部など地表流の水深が深い場所では侵食作用も強く、リルを形成させる。侵食のさらなる進行はガリを形成させる。また、地表流の侵食により形成される地形として山麓緩斜面も挙げられる。